# Guillaume Rondelet
Guillaume Rondelet (Montpellier, 27 de setembro de 1507 — Réalmont, 30 de julho de 1566) foi professor de medicina da Universidade de Montpellier no sul da França. Rondelet foi o autor do livro Libri Piscibus Marinis sobre a história natural dos peixes. Em latim era conhecido como Rondeletius.
Ele pode ter sido o modelo para o Dr. Rondibilis no Tiers livre de François Rabelais, e também ensinou o famoso Nostradamus.
Um gênero de peixe e outro de planta foram ambos nomeados Rondeletia em homenagem a Rondelet.